# Centaurium minutissimum
Centaurium minutissimum är en gentianaväxtart som beskrevs av René Charles Maire. Centaurium minutissimum ingår i släktet aruner, och familjen gentianaväxter. Inga underarter finns listade i Catalogue of Life.